# ....
"...." is een compositie van Georg Friedrich Haas uit 1994. De subtitel van de (onuitspreekbare en niet weer te geven) compositie is Dubbelconcert voor accordeon, altviool en kamerensemble.

## Compositie
Haas heeft dit werk bedoeld als een klassiek dubbelconcert, met virtuoze solisten tegenover het ensemble. Tegelijk wilde hij proberen groepen in het ensemble te isoleren van en dan weer te binden aan een van de solisten. Daardoor komt de muziek af en toe dicht bij elkaar en klinkt het bijna klassiek, maar valt het daarna meteen weer uiteen in aparte solo- en orkestpartijen.
De componist stelt uitdrukkelijk dat er geen sprake is van een thema binnen de compositie; hij houdt het meer op een 'gezamenlijk idee'. De muzikanten worden door de compositie genoodzaakt zich steeds in te stellen op een andere groep binnen het ensemble.
De compositie duurt ongeveer een kwartier.

## Bron
- Uitgave van Kairos.